# 郭思治
郭思治（英語：Francis Sze-Chi Kwok，1955年1月4日—），人稱「郭Sir」，亦有「股壇大隻佬」之綽號，香港證券業人士，現時擔任致富證券之市務總監。

## 背景
郭思治生於香港，早年於老虎岩徙置區生活。中學時期移居九龍城聯合道聯合大樓，與歌手陳潔靈為同一大廈的鄰居。他在1961年畢業於民生書院幼稚園，後分別畢業於喇沙書院（1973年中五）及民生書院（1975年預科）。
郭思治先後1973年在九龍證券交易所、1974年在遠東交易所，至1979年到了金銀證券交易所擔任出市代表。
其後到加拿大升讀大學，1979年畢業於加拿大哈密爾頓市麥馬士達大學（McMaster University）經濟系。
在加入致富證券前，曾任平和證券，時富證券、耀才證券及民眾證券高層，亦曾為帝峯證券行政總裁。
他經常在無綫電視、亞洲電視、有線電視等節目邀請訪問。公職方面包括證券商協會有限公司及香港專業財經分析及評論家協會副會長。也是冠華國際控股有限公司獨立非執行董事。他現時亦擔任商業電台商業一台節目主持。

## 參與節目
- 交易現場
- 亞洲電視金融快訊
- 智富360°
- 創富坊
- 理財博客
- 金股齊明
- 智富通

## 外部連結
- 郭思治微博 （页面存档备份，存于）
- 股壇大隻佬 - 郭思治 Sportsoho運動版圖 （页面存档备份，存于）
- 耀才證券-郭思治一欄內容